# Paris, Texas
Paris là một thành phố thuộc quận Lamar, tiểu bang Texas, Hoa Kỳ. Năm 2020, dân số của xã này là 24171 người.

## Dân số
- Dân số năm 2000: 25898 người.
- Dân số năm 2010: 25171 người.